# 旭天山武
旭天山 武（きょくてんざん たけし、1973年8月4日 - ）は、モンゴル・ウンドゥルハーン市出身で大島部屋所属の元大相撲力士。身長185cm、体重105kg。2005年6月22日に日本国籍を取得し、本名は佐野 武（さの たけし）、モンゴル名はバトムンフ・エンフバト（Батмөнхийн Энхбат）。血液型はA型。最高位は西幕下13枚目（2004年7月場所）。

## 来歴
1992年に旭鷲山、旭天鵬ら5人と共に来日し、1992年（平成4年）3月場所で初土俵を踏んだ。入門初期に旭鷲山、旭天鵬ら5人が日本の生活習慣に馴染めず脱走事件を起こしたことがあったが、彼はそれに参加しなかった。この脱走事件から立ち直った1人である旭天鵬は後年「親方の説得に応じて戻ったからって歓迎されるはずはない」と前置きしながら旭天山が脱走せずに残ったことによるところが大きかったと述懐している。小兵のため序二段、三段目で苦労し、入門から4年経過した1996年（平成8年）3月場所に幕下に昇進した。三段目に陥落することもあったが1998年以降幕下に定着した。初土俵以来、一日の休場もなく、最終場所となった2007年11月場所まで連続出場を続けた（場所後の番付編成会議までに引退届を提出しなかったため、2008年1月場所の番付に四股名が載ったが、同場所には出場していない）。「関取確実」という期待には応えられず、ただ一人関取昇進を期待されず「ついで」のつもりで採用された旭鷲山には出世争いで水をあけられた格好となった。
1999年に外国人の入門が解禁されたため、モンゴル出身の力士が数多く入門した。旭鷲山や旭天鵬は上位で活躍し、後輩力士が遠慮してしまうことが多かったため、幕下の旭天山が積極的にモンゴルの後輩に声を掛けるなど、その存在はモンゴル出身力士の心の支えになっていた。現役時代は相撲教習所で指導員を務め、相撲以外にも日本語や日常生活に関わることをモンゴルの後輩力士達に指導していた。
2007年11月場所、西幕下29枚目で1勝6敗。おりからの八百長がらみの騒動もあって、千秋楽に引退を表明。前述の通り引退届を提出しなかったため翌年1月場所後に引退が発表された。引退後はドイツ国籍を持つモンゴル人の妻とともにベルリンに在住しハウスクリーニングの会社を経営している。

## その他
- 2006年に帰化した際には、大島親方夫人の母親の姓と四股名のファーストネームに基づき、日本名を「佐野武」とした。帰化に伴う養子縁組などはしなかったとされるため、大島親方との戸籍上の血縁関係はないとされる。また、同時期に帰化した旭天鵬は親方と同じ太田姓になったが、養子縁組をしたわけではないため(長期にわたって養子になったと誤解されていたが、引退後の2017年7月に本人が養子ではないことを明言している)、戸籍上の血縁関係はない。
- 2007年1月21日、1月22日発売の週刊誌の「横綱　朝青龍の八百長を告発する！」と題された記事中において八百長の仲介役とされていることが明らかになった。旭天山は東西の支度部屋を頻繁に往復（現在では禁止されている）することがあったが、これを受け大島親方から「誤解を招くようなことはすべきでない」と直接注意を受けた。その後1月30日に日本相撲協会から事情聴取を受け、「モンゴルの後輩たちの生活の相談に乗っていた」「（入門して）15年になるが、（八百長は）見たことない」と弁明し疑惑を否定した。
- 上記の疑惑を受け、翌3月場所では旭天鵬の付け人を外された。
- 場所ごとに与えられる手当など、取的に取ってごく限られた収入を貯蓄して得た金を遣って父親を日本へ呼んで1週間ほどもてなしを行った。「いっぱいごちそうしたよ。フグとか、ステーキとか、焼き肉とか、ウンと高いものを」と本人が語っていたのだが、旭天山の父親が1週間の滞在の中で一番おいしいと思ったものは「両国駅のそばで食った牛丼」であったという。[2]

## 主な成績
- 通算成績：337勝321敗7休（96場所）

### 場所別成績
| | 一月場所 初場所（東京） | 三月場所 春場所（大阪） | 五月場所 夏場所（東京） | 七月場所 名古屋場所（愛知） | 九月場所 秋場所（東京） | 十一月場所 九州場所（福岡） |
| --- | ----------------------- | ----------------------- | ----------------------- | --------------------------- | ----------------------- | --------------------------- |
| 1992年 （平成4年） | x                       | （前相撲）              | 西序ノ口46枚目 6–1      | 東序二段98枚目 3–4          | 東序二段121枚目 5–2     | 東序二段79枚目 4–3          |
| 1993年 （平成5年） | 東序二段46枚目 4–3      | 西序二段23枚目 4–3      | 東序二段筆頭 1–6        | 西序二段38枚目 5–2          | 西序二段筆頭 3–4        | 西序二段19枚目 4–3          |
| 1994年 （平成6年） | 西序二段4枚目 4–3       | 西三段目85枚目 3–4      | 東序二段2枚目 2–5       | 東序二段31枚目 6–1          | 東三段目72枚目 3–4      | 東三段目89枚目 3–4          |
| 1995年 （平成7年） | 東序二段4枚目 5–2       | 東三段目68枚目 5–2      | 西三段目32枚目 3–4      | 西三段目44枚目 3–4          | 東三段目63枚目 4–3      | 西三段目42枚目 5–2          |
| 1996年 （平成8年） | 西三段目10枚目 4–3      | 東幕下59枚目 3–4        | 東三段目20枚目 4–3      | 西三段目6枚目 3–4           | 東三段目21枚目 3–4      | 西三段目35枚目 4–3          |
| 1997年 （平成9年） | 西三段目20枚目 2–5      | 東三段目44枚目 6–1      | 西幕下58枚目 5–2        | 西幕下37枚目 2–5            | 東三段目4枚目 2–5       | 西三段目31枚目 4–3          |
| 1998年 （平成10年） | 東三段目18枚目 2–5      | 西三段目44枚目 4–3      | 西三段目30枚目 4–3      | 東三段目17枚目 4–3          | 東三段目6枚目 4–3       | 西幕下56枚目 5–2            |
| 1999年 （平成11年） | 西幕下35枚目 3–4        | 東幕下46枚目 3–4        | 東三段目2枚目 5–2       | 西幕下45枚目 1–6            | 東三段目7枚目 4–3       | 東幕下59枚目 2–5            |
| 2000年 （平成12年） | 東三段目23枚目 5–2      | 東幕下58枚目 4–3        | 東幕下51枚目 4–3        | 東幕下42枚目 4–3            | 東幕下33枚目 1–6        | 西幕下51枚目 5–2            |
| 2001年 （平成13年） | 西幕下32枚目 4–3        | 東幕下26枚目 5–2        | 西幕下17枚目 1–6        | 東幕下40枚目 3–4            | 東幕下53枚目 5–2        | 西幕下34枚目 5–2            |
| 2002年 （平成14年） | 東幕下18枚目 4–3        | 東幕下16枚目 3–4        | 西幕下26枚目 4–3        | 東幕下19枚目 2–5            | 西幕下37枚目 4–3        | 西幕下27枚目 1–6            |
| 2003年 （平成15年） | 東幕下55枚目 3–4        | 西三段目10枚目 4–3      | 西幕下58枚目 4–3        | 西幕下50枚目 5–2            | 東幕下31枚目 3–4        | 西幕下41枚目 4–3            |
| 2004年 （平成16年） | 西幕下29枚目 1–6        | 西幕下55枚目 6–1        | 西幕下25枚目 5–2        | 東幕下13枚目 2–5            | 東幕下28枚目 3–4        | 東幕下36枚目 3–4            |
| 2005年 （平成17年） | 西幕下44枚目 3–4        | 西幕下56枚目 4–3        | 東幕下48枚目 1–6        | 西三段目18枚目 5–2          | 東幕下58枚目 4–3        | 東幕下49枚目 3–4            |
| 2006年 （平成18年） | 西三段目2枚目 4–3       | 東幕下52枚目 3–4        | 西三段目5枚目 4–3       | 東幕下55枚目 4–3            | 西幕下47枚目 3–4        | 西幕下45枚目 4–3            |
| 2007年 （平成19年） | 西幕下46枚目 2–5        | 西三段目8枚目 4–3       | 西幕下57枚目 5–2        | 東幕下45枚目 4–3            | 西幕下37枚目 4–3        | 西幕下29枚目 1–6            |
| 2008年 （平成20年） | 西幕下52枚目 引退 0–0–7 | x                       | x                       | x                           | x                       | x                           |
| 各欄の数字は、「勝ち-負け-休場」を示す。 優勝 引退 休場 十両 幕下 三賞：敢=敢闘賞、殊=殊勲賞、技=技能賞 その他：★=金星 番付階級：幕内 - 十両 - 幕下 - 三段目 - 序二段 - 序ノ口 幕内序列：横綱 - 大関 - 関脇 - 小結 - 前頭（「#数字」は各位内の序列） |                         |                         |                         |                             |                         |                             |

## 改名歴
- 旭嵐山 武（きょくらんざん たけし）1992年3月場所-1995年3月場所
- 旭天山 武（きょくてんざん －）1995年5月場所-2008年1月場所